# 奇迹 (酷玩乐队歌曲)
〈奇迹〉（英語："Miracles"）是英国摇滚组合酷玩乐队演唱的单曲，为安吉丽娜·朱莉2014年执导的剧情电影《坚不可摧》创作并录制。歌曲于2014年12月11日首次亮相，并于四天后作为电影原声带专辑中的单曲通过帕洛风和大西洋唱片发行。同年12月22日，〈奇迹〉歌词视频发布，并同歌曲收录在酷玩乐队第七张录音室专辑《夢過頭》（2015年）的日文版中。
〈奇迹〉得到了音乐评论家的好评，他们称赞歌曲激发热情，令人振奋。一些消息人士还指出这首歌可能是奥斯卡最佳原创歌曲奖的有力竞争者；然而歌曲最终未获提名。

## 背景
2014年10月28日，酷玩乐队在其官方网站上宣布将推出一首专门为《坚不可摧》创作并录制的歌曲，该电影由安吉丽娜·朱莉执导并制作，讲述了美国奥运长跑运动员，二战战俘路易斯·赞佩里尼的故事。
2014年11月29日，《公告牌》和Gigwise在网站上写道，Sky Movies的圣诞节广告中使用了〈奇迹〉的一个片段。然而《公告牌》后来更新了文章，称广告中使用的歌曲并非酷玩乐队所唱。

## 发行
2014年12月11日，酷玩乐队的官方YouTube频道发布了一段〈奇迹〉的音频。另据宣布，这首歌将于2014年12月15日作为电影《坚不可摧－电影原声带》配乐专辑的一部分通过帕洛风和大西洋唱片发行，并在同一天通过iTunes进行数字下载。

## 评价
《时代》杂志的伊丽莎·伯曼（Eliza Berman）称歌曲是“对电影中英雄主人公的赞美”，并描述歌声“流行且易于听懂，最后一分钟的宣泄像是颂歌”。她还评论道：“如果有人委托要在圣诞节上播放有关英雄决心的电影片头曲，那就会是酷玩乐队的〈奇迹〉。”《滚石》杂志的丹尼尔·克雷普斯（Daniel Kreps）写道：“描述出〈奇迹〉很容易，歌曲可能会带有奥斯卡最佳歌曲的嗡嗡声，并伴随着《坚不可摧》的片尾字幕，”此外他还描述这首歌“由钢琴驱动”、“温和、令人振奋”以及“能让人想起酷玩乐队的最新单曲〈印记〉。”《赫芬顿邮报》的瑞安·克里斯托巴克（Ryan Kristobak）指出，“声音上与乐队的最新专辑《鬼故事》相似，〈奇迹〉是酷玩乐队的经典之作，融合了悲伤，但又鼓舞人心，后者则与电影故事相吻合。”Radio.com的香农·卡林（Shannon Carlin）评论道：“通过甜美的吉他弹奏、闪烁的钢琴声及许多动听的声音，这首歌听起来像一首胜利之歌，就像电影本身一样丰富多彩。歌曲听上去也为其奥斯卡时刻做好了准备。主唱克里斯·马丁歌唱着与他交谈的天使、闪电和漂浮着的世界。一切都太神奇了。”Stereogum的汤姆·布雷汉（Tom Breihan）称这首歌是“一首相当通用且振奋人心的赞歌，听起来就像是酷玩乐队所唱”，并补充说“这是一首更注重节奏的酷玩乐队式歌曲，在奥斯卡季片尾字幕赞歌中听到他们尝试切分音的想法有点令人惊讶。”

## 制作人员
| 认证来自于Qobuz.com。 酷玩乐队 - 蓋·貝瑞曼 – 全乐器 - 強尼·邦藍 – 全乐器 - 威爾·查恩 – 全乐器，人声 - 克里斯·馬汀 – 全乐器，人声 其他音乐人 - 托·埃里克·赫曼森 – 键盘 - 米克尔·S·埃里克森 – 键盘 | 技术人员 - Stargate – 制作，附加编程 - 丹尼尔·格林（Daniel Green） – 制作，编程 - 里克·辛普森 – 混音，制作，编程 - 比尔·拉赫科（Bill Rahko） – 附加编程 - 海梅·西科拉（Jaime Sickora） – 附加编程 - 迈尔斯·沃克（Miles Walker） – 附加编程 - 罗宾·拜顿（Robin Baynton） – 附加编程，混音 - 罗西·波普（Roxy Pope） – 混音 - 泰德·詹森 – 母版制作 |

## 榜单
| 榜单（2014年）                           | 最高排名 |
| ---------------------------------------- | -------- |
| 法国（法國唱片出版業公會單曲榜）         | 153      |
| 英国（英國單曲排行榜）                   | 95       |
| 美国（《告示牌》Bubbling Under Hot 100） | 7        |
| 美國（《告示牌》Hot Rock Songs）         | 9        |